# 경남 FC 2017 시즌
경남 FC 2017 시즌은 경남 FC가 K리그 챌린지에서 치른 2017년 시즌이다. 배기종이 주장을 맡았다.

## 선수단
- GK : 김형록
- DF : 우주성, 최재수, 최봉균, 이상현, 김정빈
- MF : 안성남, 강승조, 김의원, 이관표, 정현철, 브루노, 권용현
- FW : 말컹, 배기종, 송제헌, 성봉재, 김민준, 김진용, 정원진, 김도엽